# Comté de Pottawattamie
Le comté de Pottawattamie est un comté de l'État de l'Iowa, aux États-Unis.